# Émile Zola
Émile Édouard Charles Antoine Zola, más conocido como Émile Zola (París, 2 de abril de 1840-París, 29 de septiembre de 1902) fue un escritor, novelista, periodista y dramaturgo francés, considerado el padre y el mayor representante del naturalismo literario y un contribuyente importante al desarrollo del naturalismo teatral. Es uno de los novelistas franceses más populares y uno de los más publicados, traducidos y comentados en todo el mundo. Dejó una huella duradera en el mundo literario francés. Sus novelas han sido adaptadas numerosas veces para el cine y la televisión. Fue una figura importante en la liberalización política de Francia y en la exoneración del oficial del ejército acusado falsamente y convicto Alfred Dreyfus, que está encapsulada en su famosa pieza de opinión titulada «J’accuse…!», que le costó el exilio de su país. Zola fue candidato al primer y segundo Premio Nobel de Literatura en 1901 y 1902. Sus restos descansan desde 1908 en el Panteon de París
Su vida y obra han sido objeto de numerosos estudios históricos. En el plano literario, es conocido principalmente por Los Rougon-Macquart, un obra romántica de veinte volúmenes que representa la sociedad francesa bajo el Segundo Imperio francés, que retrata la trayectoria de la familia Rougon-Macquart, a través de sus diferentes generaciones, cada uno de cuyos representantes, de una época y generación particular, es objeto de su novela.
Zola describe a la sociedad del Segundo Imperio en su diversidad, destacando su dureza hacia los trabajadores en su libro Germinal de 1885 y sus bajezas en el libro Nana de 1880, pero también sus éxitos (la llegada de los grandes almacenes en El paraíso de las damas, de 1883). En una búsqueda de la verdad que toma como modelo los métodos científicos, Émile Zola acumula observaciones directas y documentación sobre cada tema. A través de su agudo sentido del detalle que "suena verdadero" y de su efectiva metáfora, a través del ritmo de sus frases y de sus construcciones narrativas, crea un poderoso mundo ficticio, habitado por angustiosas preguntas sobre el cuerpo humano y el cuerpo social.
Los últimos años de su vida estuvieron marcados por su implicación en el Caso Dreyfus con la publicación en enero de 1898, en el diario L'Aurore, con el artículo titulado «J’accuse…!» lo que le valió un juicio por difamación y el exilio en Londres ese mismo año.

## Biografía
Émile Zola nació en París, hijo de François Zola, un ingeniero veneciano naturalizado, y de la francesa Émilie Aubert, nacida en Dourdan. Su padre, ingeniero civil y antiguo oficial subalterno italiano, presentó una oferta para la construcción de un sistema de suministro de agua potable en Aix-en-Provence desde la montaña de Saint-Victoret. Su familia se trasladó a Aix-en-Provence y tuvo graves problemas económicos tras la muerte temprana del padre como consecuencia de una Neumonía el 27 de marzo de 1847. Su madre, completamente indigente, se hace cargo del huérfano junto a su abuela, permaneciendo cerca de su hijo hasta su muerte en 1880. La relación con su madre influyó fuertemente en su obra y en su vida cotidiana. En el colegio de Aix-en-Provence, tuvo como compañero de colegio a Paul Cézanne, con quien mantendría una larga y fraternal amistad hasta 1886. Este último le introdujo en las artes gráficas y más concretamente en la pintura. Volvió a París en 1858 donde poco a poco fue construyendo un pequeño círculo de amigos, en su mayoría de Aix-en-Provence. Completó su cultura humanista con la lectura de Molière, Michel de Montaigne y William Shakespeare, pero todavía no de Honoré de Balzac, quien sólo lo inspiraría más tarde. También está influenciado por autores contemporáneos, como Jules Michelet, fuente de sus inspiraciones científicas y médicas. En 1859, Émile Zola suspendió dos veces el examen de bachillerato. Como no quiso seguir siendo una carga para su madre, abandonó los estudios con el fin de buscar trabajo. Estos fracasos marcaron profundamente al joven que se desesperó por haber decepcionado a su madre. También es consciente de que sin un diploma se enfrentará a graves dificultades económicas.

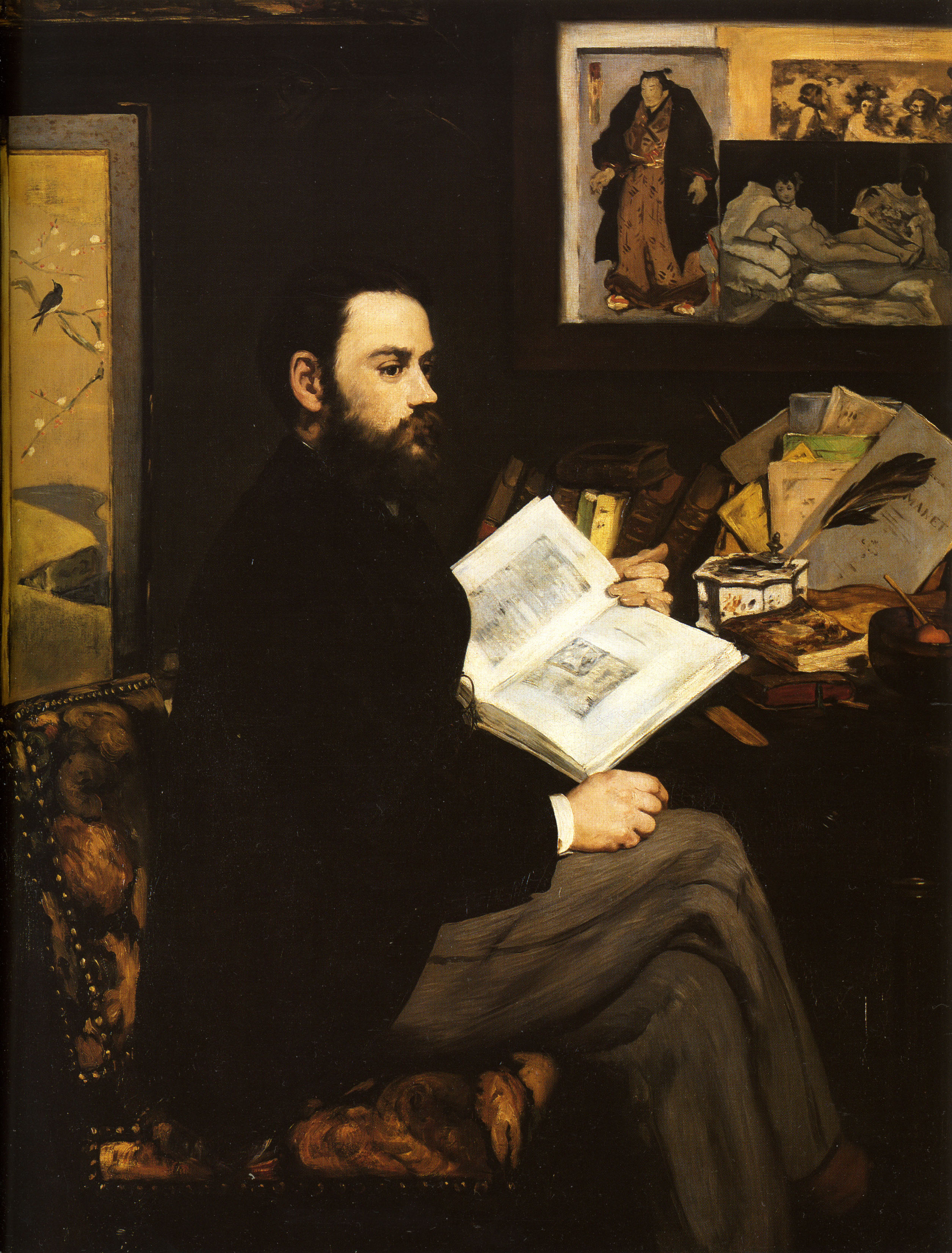
Émile Zola retratado por Manet (1868).

En 1862 entró a trabajar en la librería Hachette como dependiente. Escribió su primer texto y colaboró en las columnas literarias de varios diarios. A partir de 1866, cultivó la amistad de personalidades como Édouard Manet, Camille Pissarro y los hermanos Goncourt.
En 1868 concibió el proyecto de Les Rougon-Macquart, que empezó en 1871 y concluyó en 1893. Su aspiración era realizar una novela «fisiológica», a la que intentaba aplicar algunas de las teorías de Taine sobre la influencia de la raza y el medio sobre el individuo y de Claude Bernard sobre la herencia. «Quiero explicar cómo una familia, un pequeño grupo de seres humanos, se comporta en una sociedad, desarrollándose para dar lugar al nacimiento a diez o a veinte individuos que parecen, a primera vista, profundamente diferentes, pero que el análisis muestra íntimamente ligados los unos a los otros», dirá Zola en el prefacio de la primera novela de la saga, que sigue, aunque solo en parte, el modelo de Honoré de Balzac en la Comedia humana. El subtítulo de la serie reza Historia natural y social de una familia bajo el Segundo Imperio.
La obra consta de veinte novelas y se inicia con La fortuna de los Rougon en 1871, un retrato social que, siguiendo el esquema del naturalismo, tiene altas dosis de violencia y dramatismo y resultó a veces demasiado explícito en sus descripciones para el gusto de la época. Las novelas, sin embargo, fueron elaboradas con imaginación, pese a los datos que había buscado previamente.

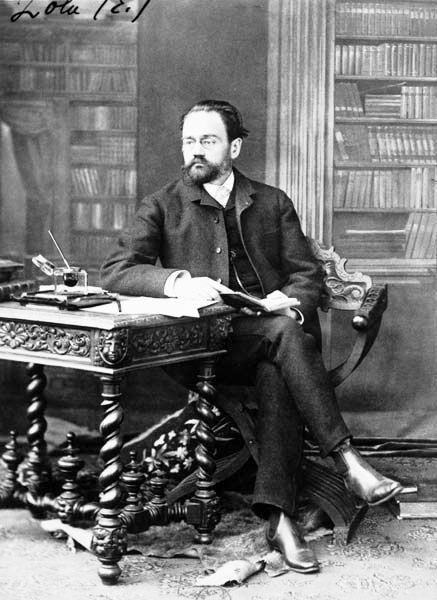
Émile Zola (c. 1880).

Se casó en 1870 con Alexandrine Mélay. A partir de 1873, se relacionó con Gustave Flaubert y Alphonse Daudet. Conoció a Joris-Karl Huysmans, Paul Alexis, Léon Hennique y Guy de Maupassant que llegaron a ser habituales de las veladas de Médan, un lugar cerca de Poissy donde Zola tenía una casita de campo desde 1878. Se convirtió en el líder de los naturalistes. Un volumen colectivo nacido de esas veladas apareció dos años después.
En 1886, Zola y Cézanne se distanciaron, cosa que se ha atribuido, aunque con poco fundamento, a los paralelismos existentes entre Paul Cézanne, el amigo y pintor, con el personaje de Claude Lantier, pintor fracasado de La obra de Zola. La diferencia fundamental radica en que solo algunos rasgos de la personalidad —por ejemplo, hábitos, valoraciones y forma de trabajar del personaje— fueron inspirados sobre la base de las notas que tomó Zola de la vida de su amigo. Sin embargo, la obra plástica ficticia de Claude Lantier está inspirada en una interpretación del mismo Zola de un conjunto de pintores que conocía bien, incluyendo Manet, Le Déjeuner sur l'Herbe; como aficionado al arte contemporáneo que era, planteó un análisis convencional sobre dicha obra de Manet, atribuyéndosela a un personaje con ideas artísticas, un carácter, expectativas y costumbres completamente opuestos a los de Cézanne, además de dotarlo de una historia trágica y dramática. Contrariamente a lo que se creyó en su momento, no correspondían con la vida de Paul, pero si bien todo el conjunto de circunstancias descritas en la novela evocaban elementos muy diferentes a los que en realidad le correspondían, estos eran en parte significativos para la vida y obra de Paul Cézanne. 
Criticó habitualmente los criterios utilizados en las exposiciones de arte oficiales del siglo XIX, en las que se rechazaba de forma continuada las nuevas obras impresionistas.
Por otro lado, la publicación de La tierra levantó polémica. El «Manifiesto de los cinco» marcó la crítica de escritores naturalistas jóvenes. Se hizo amante de Jeanne Rozerot en 1888, con la que tendrá dos hijos. En 1890, se rechazó su entrada en la Academia francesa. En 1894 la Santa Sede decretó la inclusión de toda su obra en el Índice de Libros Prohibidos de la Iglesia católica.

## Vida bohemia
Émile Zola abandonó Aix-en-Provence en 1858 y se reunió con su madre en París, donde vivió en condiciones modestas, con la esperanza de tener éxito. Poco a poco fue construyendo un pequeño círculo de amigos, en su mayoría procedentes de Aix. Completó su cultura humanista con la lectura de Molière, Montaigne y Shakespeare, pero todavía no de Balzac, quien sólo le inspirará más tarde. También está influenciado por autores contemporáneos, como Jules Michelet, fuente de sus inspiraciones científicas y médicas.
Zola suspendió su Bachillerato en ciencias dos veces en 1859 después de haber estudiado en el Lycée Saint-Louis. Estos fracasos marcaron profundamente al joven que se desesperó de haber decepcionado a su madre. También es consciente de que, sin un diploma, se enfrentará a graves dificultades materiales. El primer amor de Zola, de quien se enamoró durante el invierno de 1860/61, se llamaba Berthe. El propio joven la llama "una chica fiestera", es decir, una prostituta. Él planea "sacarla de esa vida" intentando devolverle el gusto por el trabajo, pero este idealismo choca con la dura realidad de la vida en los barrios marginales de París. Sin embargo, de este fracaso extrajo la esencia de su primera novela, La Confesión de Claude.
Otras pasiones se expresaron en esta época de su vida, de hecho, el mundo de la pintura fascinó a Zola, muy cercano al movimiento del Impresionismocon pintores que defendió constantemente en sus crónicas. Se ganó la amistad de Édouard Manet, quien lo representó varias veces en sus obras; gracias a él, Zola conoció a Stéphane Mallarmé. En 1863, con Cézanne, su amigo de infancia, visitó a Camille Pissarro en su estudio de La Varenne. También fue cercano a Auguste Renoir, Alfred Sisley y Johan Barthold Jongkind.
Durante décadas, Cézanne ocuparía un lugar especial en su vida. El pintor y el escritor vivieron juntos, intercambiaron una rica correspondencia e incluso se ayudaron económicamente. Pero con el tiempo, y sobre todo con la publicación de La Obra, novela en la que el artista cree reconocerse en el personaje del pintor fracasado Claude Lantier, su amistad se desvanece. Cézanne envió su última carta al escritor en 1886 y nunca volvieron a verse.

### El descubrimiento de la edición (1862-1865)
Tras suspender el bachillerato, Émile Zola se enfrentó al mercado laboral sin cualificación y entró en los muelles de aduanas como empleado en abril de 1860. Insatisfecho, renunció al cabo de dos meses y vivió un largo período estando desempleado, con la moral difícil y mal económicamente, hasta que consiguió ponerse en contacto con Louis Hachette, que lo contrató como empleado en su librería el 1 de marzo de 1862. Zola fue naturalizado francés el 31 de octubre de 1862. Apreciado y multiplicador de contactos con el mundo literario, permaneció cuatro años en el departamento de publicidad de Hachette, donde finalmente ocupó un puesto equivalente al de los modernos agregados de prensa.
En la librería de Hachette, la ideología del Positivismo y del Anticlericalismo tuvo un profundo impacto en él. Allí también aprendió todas las técnicas del libro y su comercialización. Trabajando intensamente en su tiempo libre, consiguió publicar sus primeros artículos y su primer libro, editado por Pierre-Jules Hetzel Les Contes á Ninon (Cuentos para Ninon) en 1864.
A finales de 1894, Zola conoció a Éléonore Alexandrine Meley, que se hacía llamar Gabrielle. Este nombre habría sido el de su hija natural, a quien a los diecisiete años se vio obligada a abandonarla en la Asistencia sanitaria Pública, pesado secreto que seguramente reveló a Zola después de su matrimonio. Nacida el 23 de marzo de 1839 en París, Alexandrine es hija de una comerciante de diecisiete años y de un Tipógrafo, nacido en Ruan. El escritor dedica un retrato a su nueva conquista, "El amor bajo los tejados" en Le Petit Journal.
Se desconoce el origen de esta conexión. Quizás fue una coincidencia, ya que Émile y Alexandrine vivían ambos en las alturas de la Montaña Santa Genoveva. Existen rumores de un romance anterior de Alexandrine con Paul Cézanne y de que pudo haber sido modelo para el grupo de pintores que frecuentaba Zola, o incluso de una relación con un estudiante de medicina. Pero no hay evidencia que respalde estas afirmaciones.

## Maestro del naturalismo
Observador de los hombres y de los acontecimientos de su tiempo en sus novelas, Zola nunca dejó de involucrarse en causas sociales, artísticas o literarias que le parecían justas, sin involucrarse nunca en la política. Las personas con cargos políticos le parecían sospechosas y, antes del Caso Dreyfus, no tenía amigos de esta comunidad. Republicano convencido, se implicó desde muy temprano en la lucha contra el Imperio. Las primeras novelas del ciclo Los Rougon-Macquart, tienen una finalidad a la vez satírica y política. Además, la censura a la que fue sometido a partir de 1871 con La Curée (La Jauría), el regreso a la Tercera República francesa, lo decepcionó profundamente. Pero siguió siendo un ferviente republicano, siendo para él la república "el único gobierno justo y posible." Este período, que marca el inicio de un cierto reconocimiento profesional, se ve oscurecido por varios acontecimientos en la vida de Émile Zola. El año 1880 fue un año muy difícil para el escritor, la muerte de Edmond Duranty, pero sobre todo la de Gustave Flaubert, abatido por un derrame cerebral, afectaron profundamente al novelista. Estas muertes, combinadas con la pérdida de su madre a finales de ese mismo año, sumieron a Zola en una depresión duradera. En 1881, habiendo alcanzado la independencia financiera gracias a la publicación regular de Rougon-Macquart, abandonó su trabajo como periodista. En esta ocasión publicó "Adiós" en el que hacía un balance de quince años de combates en la prensa. Retomaría su pluma periodística en algunas intervenciones, en ocasión del Asunto Dreyfus en 1897, principalmente en Le Figaro y en L'Aurore. Pero en el fondo sigue siendo un reportero, la trama de Germinal (novela), se inspira en los encuentros con los mineros y describe minuciosamente el aumento del precio de las acciones mineras en la Bolsa de Lille.
Una de las virtudes de Zola era su trabajo y su regularidad, resumidos en el lema que hizo pintar en la chimenea de su estudio en Médan: "Nulla dies sine línea" (No hay día sin una sola línea). Durante más de treinta años su vida siguió un calendario muy estricto, aunque su forma fue variando con el tiempo, sobre todo en la época en que al mismo tiempo hizo periodismo con la escritura de novelas. En general, en Médan, después de levantarse a las siete de la mañana, tomar un refrigerio rápido y dar un paseo de media hora por el Sena con su perro Pinpin, comienza su primera obra de trabajo, que dura unas cuatro horas, y produce cinco páginas. La tarde está dedicada a la lectura y a la correspondencia, que ocupan un lugar importante en la obra de Zola. Su correspondencia es sobre todo una oportunidad para expresarse sobre sus contemporáneos y esbozar el retrato de varios de ellos. Al final de su vida, cambió este orden inmutable para dedicar más tiempo a sus hijos por las tardes, posponiendo parte de sus actividades hasta la noche.

## El caso Dreyfus

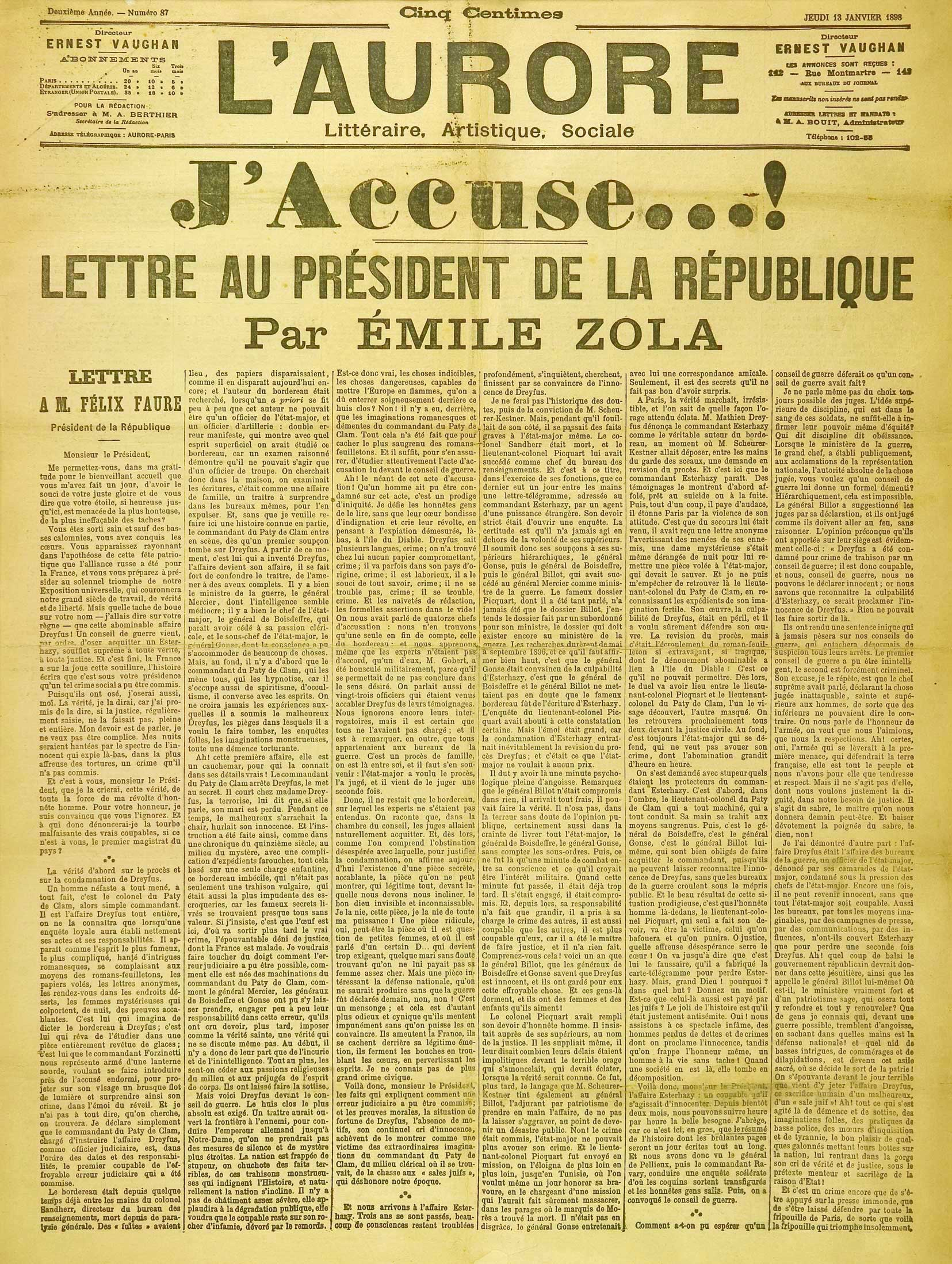
Portada de L'Aurore de 13 de enero de 1898 con la carta J’accuse…! de Zola.

Desde 1897, Zola se implicó en el caso Dreyfus, un militar francés, de origen judío, culpado falsamente por espía. 
El novelista intervino en el debate dada la campaña antisemita, y apoyó la causa de los judíos franceses. Escribió varios artículos, donde figura la frase «la verdad está en camino y nadie la detendrá» (12-1897). Finalmente, publicó en el diario L'Aurore su famoso J’accuse…! (Carta al Presidente de la República), 1898, con trescientos mil ejemplares, lo que hizo que el proceso de revisión tuviera un brusco giro, pues el verdadero traidor (el que espió) fue el comandante Walsin Esterházy, que fue denunciado en un Consejo de Guerra el 10 de enero de 1898, pero sin éxito. 
La versión íntegra en español del alegato en favor del capitán Alfred Dreyfus, dirigido por Émile Zola mediante esa carta abierta al presidente francés M. Felix Faure, y publicado por el diario L'Aurore, el 13 de enero de 1898, en su primera plana, es la siguiente:

Yo acuso al teniente coronel Paty de Clam como laborante —quiero suponer inconsciente— del error judicial, y por haber defendido su obra nefasta tres años después con maquinaciones descabelladas y culpables.

Acuso al general Mercier por haberse hecho cómplice, al menos por debilidad, de una de las mayores iniquidades del siglo.
Acuso al general Billot de haber tenido en sus manos las pruebas de la inocencia de Dreyfus, y no haberlas utilizado, haciéndose por lo tanto culpable del crimen de lesa humanidad y de lesa justicia con un fin político y para salvar al Estado Mayor comprometido.
Acuso al general Boisdeffre y al general Gonse por haberse hecho cómplices del mismo crimen, el uno por fanatismo clerical, el otro por espíritu de cuerpo, que hace de las oficinas de Guerra un arca santa, inatacable.
Acuso al general Pellieux y al comandante Ravary por haber hecho una información infame, una información parcialmente monstruosa, en la cual el segundo ha labrado el imperecedero monumento de su torpe audacia.
Acuso a los tres peritos calígrafos, los señores Belhomme, Varinard y Couard por sus informes engañadores y fraudulentos, a menos que un examen facultativo los declare víctimas de una ceguera de los ojos y del juicio.
Acuso a las oficinas de Guerra por haber hecho en la prensa, particularmente en L'Éclair y en L'Echo de París una campaña abominable para cubrir su falta, extraviando a la opinión pública.
Y por último: acuso al primer Consejo de Guerra, por haber condenado a un acusado, fundándose en un documento secreto, y al segundo Consejo de Guerra, por haber cubierto esta ilegalidad, cometiendo el crimen jurídico de absolver conscientemente a un culpable.
No ignoro que, al formular estas acusaciones, arrojo sobre mí los artículos 30 y 31 de la Ley de Prensa del 29 de julio de 1881, que se refieren a los delitos de difamación. Y voluntariamente me pongo a disposición de los Tribunales.
En cuanto a las personas a quienes acuso, debo decir que ni las conozco ni las he visto nunca, ni siento particularmente por ellas rencor ni odio. Las considero como entidades, como espíritus de maleficencia social. Y el acto que realizo aquí, no es más que un medio revolucionario de activar la explosión de la verdad y de la justicia.
Sólo un sentimiento me mueve, sólo deseo que la luz se haga, y lo imploro en nombre de la humanidad, que ha sufrido tanto y que tiene derecho a ser feliz. Mi ardiente protesta no es más que un grito de mi alma. Que se atrevan a llevarme a los Tribunales y que me juzguen públicamente.
Así lo espero".

Émile Zola, París, 13 de enero de 1898.

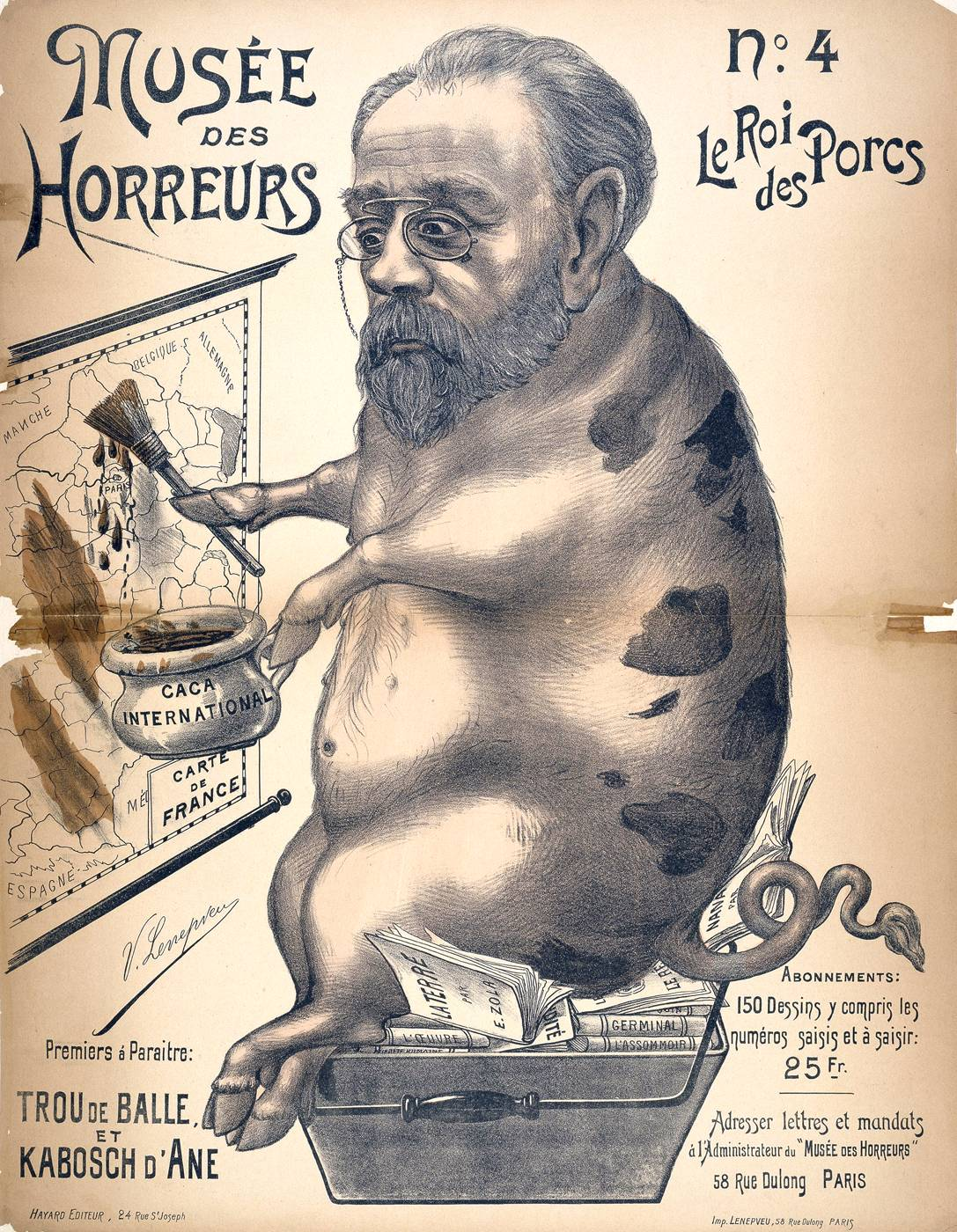
Caricatura de Zola, caracterizado como un cerdo, en Musée des Horreurs una serie de caricaturas antidreyfusistas y antisemitas publicada en Francia entre 1899 y 1900.

Era la primera síntesis del proceso, y se leyó en todo el mundo. La reacción del gobierno fue inmediata. Un agitado proceso por difamación (con gran violencia, centenares de testigos, incoherencias y ocultaciones por parte de la acusación) lo condenó a un año de cárcel y a una multa de 7500 francos (con los gastos), que pagó su amigo y escritor Octave Mirbeau. 
Agobiado por la agitación que causó su proceso, Zola se exilió en Londres, donde vivió en secreto. A su regreso, publicó en La Vérité en marche sus artículos sobre el caso. Solo en junio de 1899, con la prosecución del proceso, pudo regresar a su país. Pero Alfred Dreyfus fue condenado, con atenuantes, y Zola le escribió nada más llegar. Zola adquirió una gran dimensión social y política, pero tenía grandes problemas económicos (la justicia le embargó bienes) y fue puesto en la picota por medios muy influyentes.

## El Juicio a Zola
El juicio se inició en un clima de gran violencia. Fernand Labori, abogado de Zola, citó a unos doscientos testigos. Este proceso es escenario de una auténtica batalla jurídica, en la que se vulneran constantemente los derechos de la defensa. Muchos observadores se van dando cuenta de la complicidad entre el mundo político y el militar. Es claro que se le indicó al Tribunal que no debía plantearse la esencia misma del error judicial. La frase del Presidente de la Corte "La pregunta no se hará", se hizo famosa. Sin embargo, la habilidad de Fernand Labori permite exponer muchas irregularidades e inconsistencias y obliga a los militares a decir más de lo que hubieran deseado. El 2 de abril se presentó un recurso de casación que recibió respuesta favorable. El caso se remite al Tribunal en lo Penal de Seine-et-Oise en Versalles. El 23 de mayo de 1898, desde la primera audiencia, el abogado Labori interpuso un recurso de casación por cambio de jurisdicción.
El juicio fue aplazado y los debates pospuestos hasta el 18 de julio. Labori aconsejó a Zola que abandonara Francia para ir a Inglaterra antes de que terminara el juicio y el escritor aceptó. Los acusados son condenados nuevamente.

## Exilio en Londres
Zola fue enviado a prisión inmediatamente la misma tarde del veredicto, antes de que éste le fuera notificado oficialmente y se hiciera ejecutable. Como otros escritores como Victor Hugo o Voltaire, este exilio desencadenó un importante movimiento de opinión. El 18 de julio de 1898 Zola, solo, toma el tren de las 21:00 horas hacia Calais, sin equipaje. Luego vivió recluido en Londres, en secreto y soledad, interrumpidos por las visitas de sus amigos y familiares más cercanos. El suicidio del teniente coronel Hubert-Joseph Henry en agosto de 1898, le da esperanza de terminar rápidamente con este exilio. Vana esperanza, debido a la lentitud de la justicia. El procedimiento implicó numerosos episodios y se prolongó durante la primera mitad de 1899. La decisión, que fue positiva, se tomó el 11 de marzo. Finalmente, el 3 de junio de 1899, el escritor regresó a París, después de once meses de exilio, con Fécondité (Fecundidad), su última novela terminada el 28 de mayo del año anterior.

### Consecuencias del compromiso
Las consecuencias de la participación de Zola fueron tanto positivas como negativas para el escritor. Parece obvio que J’accuse…! "adelantó por completo el Asunto Dreyfus y le dio una dimensión social y política que hasta entonces no tenía. Zola emergió así de sus problemas judiciales con la estatura de un justiciero y defensor de los valores de la tolerancia, la justicia y la verdad para todo un sector de la población. Pero este compromiso también le cuesta caro al novelista. Desde el punto de vista financiero, en primer lugar, los tribunales confiscan sus bienes y los venden en subasta. Aunque al principio el caso Dreyfus parecía una luz inmaterial para los nacionalistas anti dreyfus, estos encontraron en Zola su chivo expiatorio. Luego concentraron todos los ataques y encarnó él solo al traidor a la patria y al ejército. Así, a partir de 1898, el escritor fue objeto de una enorme presión de artículos satíricos, caricaturas, canciones y folletos que lo insultaban y lo difaman. En algunos periódicos incluso es objeto de ataques diarios.
Zola nunca se arrepintió de su compromiso, fuera cual fuera el coste. Escribió en sus nota: "Mi carta abierta (¡Acuso...!) salió como un grito. Todo estaba calculado por mí, me habían dado el texto de la ley, sabía lo que arriesgaba".

## Últimos libros
Escribió finalmente dos ciclos de novelas más, pese a su salud. La primera fue la gruesa serie de Las tres ciudades, trilogía compuesta por Lourdes (1894), Roma (1896), París (1898). La segunda fue la tetralogía que denominó Los cuatro evangelios, formada por Fecundidad (1899), Trabajo (1901), Verdad (1903) y la inconclusa Justicia. 
En un artículo largo y famoso, un escritor tan distinto, Henry James, que llegó a conocerlo, señaló el carácter mecánico y poco enérgico de esas últimas obras, pero hacía el siguiente balance global: «Nuestro autor era verdaderamente grande para tratar asuntos que le eran apropiados. Si los otros, los asuntos de orden personal o íntimo, más o menos inevitablemente lo hacían “traicionarse”, le cabe no obstante el gran honor de que cuanto más promiscuo y colectivo podía ser, aun cuanto más podía ilustrar nuestra gran porción natural de salud, sinceridad y grosería (por repetir mi impugnación), más podía impresionarnos como penetrante y verídico. No fue un honor fácil de alcanzar ni es probable que su nombre lo pierda en poco tiempo».

## Muerte

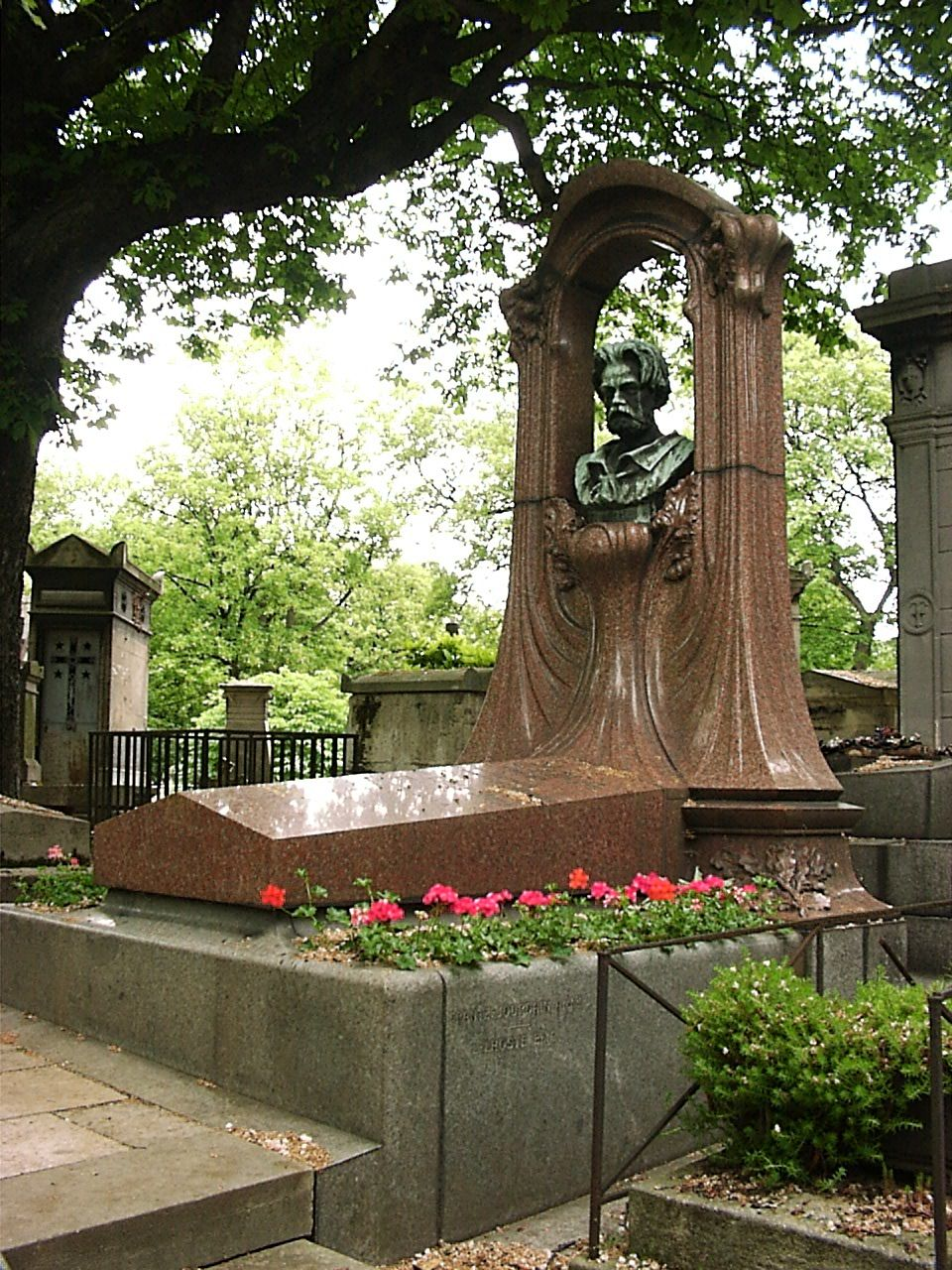
Tumba de Zola en el Cementerio de Montmartre.

Zola no pudo acabar ese ciclo de Les quatre évangiles, pues el 29 de septiembre de 1902 murió en su casa, supuestamente asfixiado, pero más probablemente asesinado por alguien que tapó la chimenea de una estufa (ya uno de los abogados de Dreyfus, Fernand Labori, había padecido un intento de asesinato). Zola y su mujer, después de cenar y charlar sobre la última edición de los tres primeros tomos de Les quatre évangiles, se acostaron. De madrugada, su esposa se encontró enferma, fue al cuarto de baño y al regresar encontró a Zola despierto y también mal. Cuando este se levantó cayó al suelo y su mujer trató de llamar al servicio, pero se desvaneció sobre la cama.

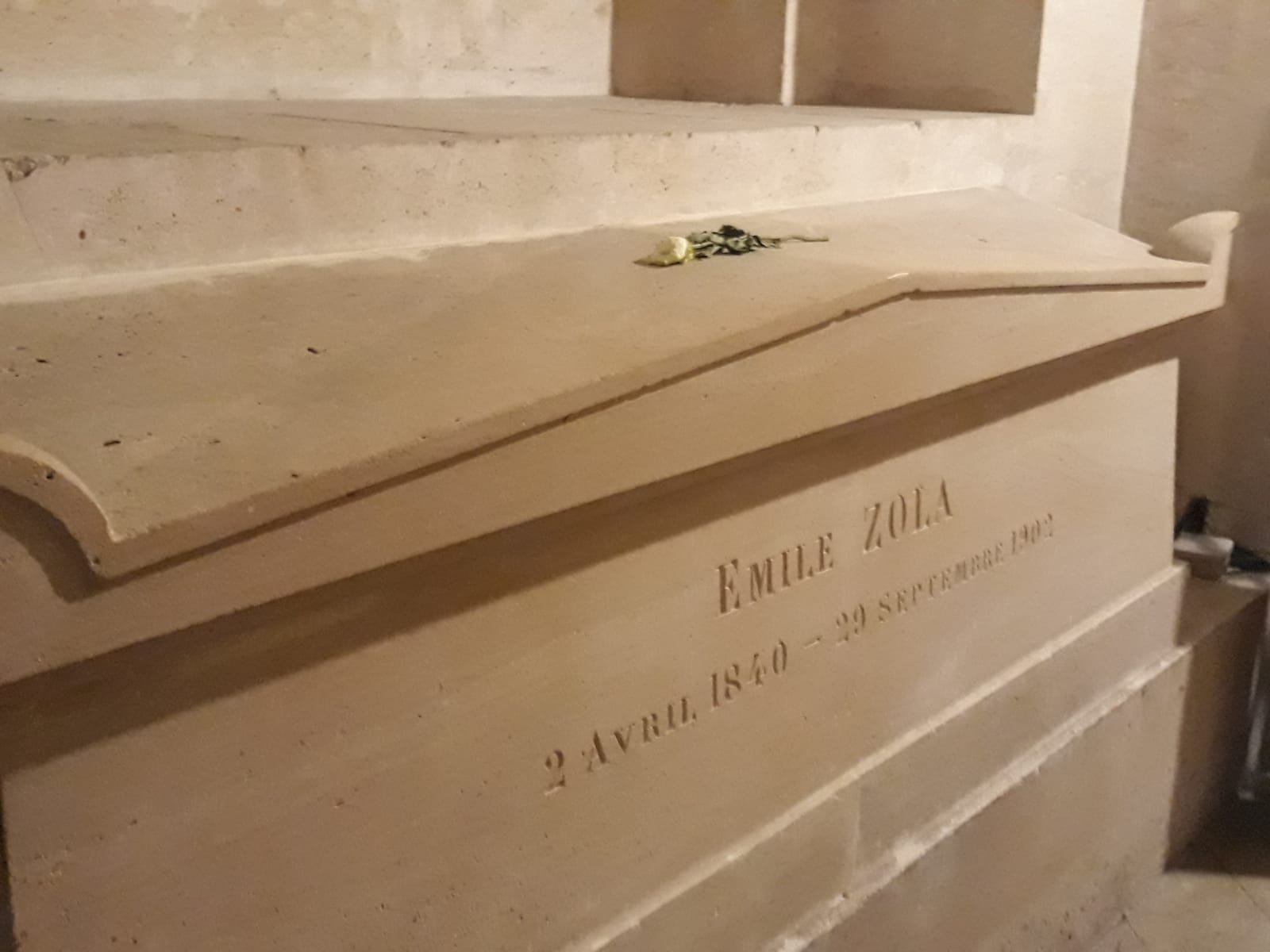
Sepultura de Zola en el Panteón de París.

Su entierro se celebró el domingo 5 de octubre con asistencia de un gentío inmenso. El Nobel de Literatura Anatole France proclamó un discurso que terminaba así: «No lo compadezcamos por haber padecido; envidiémoslo. Erigido sobre el cúmulo de ultrajes que la estupidez, la ignorancia y la maldad hayan jamás provocado. Su gloria alcanza una altura inaccesible. Envidiémoslo, su destino y su corazón le concedieron la mayor recompensa: ha sido un momento de la conciencia humana».
Estuvo seis años enterrado en el cementerio de Montmartre, en París, pero sus restos fueron trasladados al Panteón el 4 de junio de 1908, máximo honor en Francia. 
Se rehabilitó tardíamente a Alfred Dreyfus en 1906.

## Hipótesis de asesinato
El carácter repentino e inesperado de la muerte de Émile Zola abrió la puerta a explicaciones más o menos inverosímiles. Los círculos anti-dreyfus y nacionalistas propagaron rápidamente la teoría del suicidio. Las constantes amenazas a las que estaba sometido el novelista inmediatamente hicieron pensar en un asesinato o en una "malicia que salió mal". Tras su muerte, la investigación policial no llegó a ninguna conclusión concluyente y supuestamente destruyó las pruebas al intentar reproducir el incendio. Sin embargo, aunque de vez en cuando surgieron rumores, la explicación oficial del accidente siguió siendo la misma durante cincuenta años.
Pero en 1953, el periódico Libération publicó en su portada: ¿Zola fue asesinado?. Según la investigación del periodista Jean Bedel, un tal Pierre Hacquin recibió en 1928 las confidencias "in articulo mortis" de un amigo fallecido poco después, Henri Buronfosse. Se dice que éste, un Deshollinador, también miembro de la Liga de Patriotas, tapó el conducto de la chimenea del escritor la víspera de su muerte mientras trabajaba en una chimenea cercana, por orden de los anti-dreyfus, y lo destapó al día siguiente sin que nadie se diera cuenta.

## Obras
| Año  | Obra                                                       | Género literario |
| ---- | ---------------------------------------------------------- | ---------------- |
| 1864 | Contes à Ninon (Cuentos a Ninon)                           | Cuento           |
| 1865 | La Confession de Claude (La confesión de Claudio)          | Cuento           |
| 1867 | Les Mystères de Marseille                                  | Novela           |
| 1868 | Thérèse Raquin (Teresa Raquin)                             | Novela           |
| 1871 | La Fortune des Rougon (La fortuna de los Rougon)           | Novela           |
| 1871 | La Curée (La jauría)                                       | Novela           |
| 1873 | Le Ventre de Paris (El vientre de París)                   | Novela           |
| 1874 | La Conquête de Plassans (La conquista de Plassans)         | Novela           |
| 1875 | La Faute de l'Abbé Mouret (La caída del abate Mouret)      | Novela           |
| 1876 | Son Excellence Eugène Rougon (Su Excelencia Eugène Rougon) | Novela           |
| 1877 | L'Assommoir (La taberna)                                   | Novela           |
| 1877 | L'Attaque du moulin                                        | Cuento           |
| 1880 | L'Inondation (La inundación)                               | Novela           |
| 1880 | Nana                                                       | Novela           |
| 1883 | Au Bonheur des Dames (El paraíso de las damas)             | Novela           |
| 1884 | La Joie de Vivre (La alegría de vivir)                     | Novela           |
| 1885 | Germinal (Germinal)                                        | Novela           |
| 1886 | L'Œuvre (La obra)                                          | Novela           |
| 1887 | La Terre (La tierra)                                       | Novela           |
| 1888 | Le Rêve (El sueño)                                         | Novela           |
| 1890 | La Bête humaine (La bestia humana)                         | Novela           |
| 1891 | L'Argent (El dinero)                                       | Novela           |
| 1892 | La Débâcle (El desastre)                                   | Novela           |
| 1893 | El doctor Pascal                                           | Novela           |
| 1894 | Lourdes                                                    | Novela           |
| 1896 | Rome (Roma)                                                | Novela           |
| 1898 | Paris (París)                                              | Novela           |
| 1899 | Fécondité (Fecundidad)                                     | Novela           |
| 1901 | Travail (Trabajo)                                          | Novela           |
| 1903 | Vérité (Verdad)                                            | Póstumo          |
| -    | Justice (solo notas preparatorias)                         | -                |
| 1898 | Messidor                                                   | Poesía           |
| 1901 | L'Ouragan                                                  | Poesía           |
| 1861 | Perrette                                                   | Teatro           |
| 1874 | Les Héritiers Rabourdin                                    | Teatro           |
| 1878 | Le Bouton de rose                                          | Teatro           |
| 1880 | La novela experimental                                     | Ensayo           |
| 1881 | La escuela naturalista                                     | Ensayo           |
| 1881 | El naturalismo en el teatro                                | Ensayo           |